# Jermyn Street
Jermyn Street este o stradă cu sens unic în zona St James's a City of  Westminster din Londra, Anglia. Se află la sud de și este paralelă și adiacentă cu Piccadilly. Jermyn Street este cunoscută ca stradă pentru magazinele de îmbrăcăminte pentru bărbați.

## Istoric

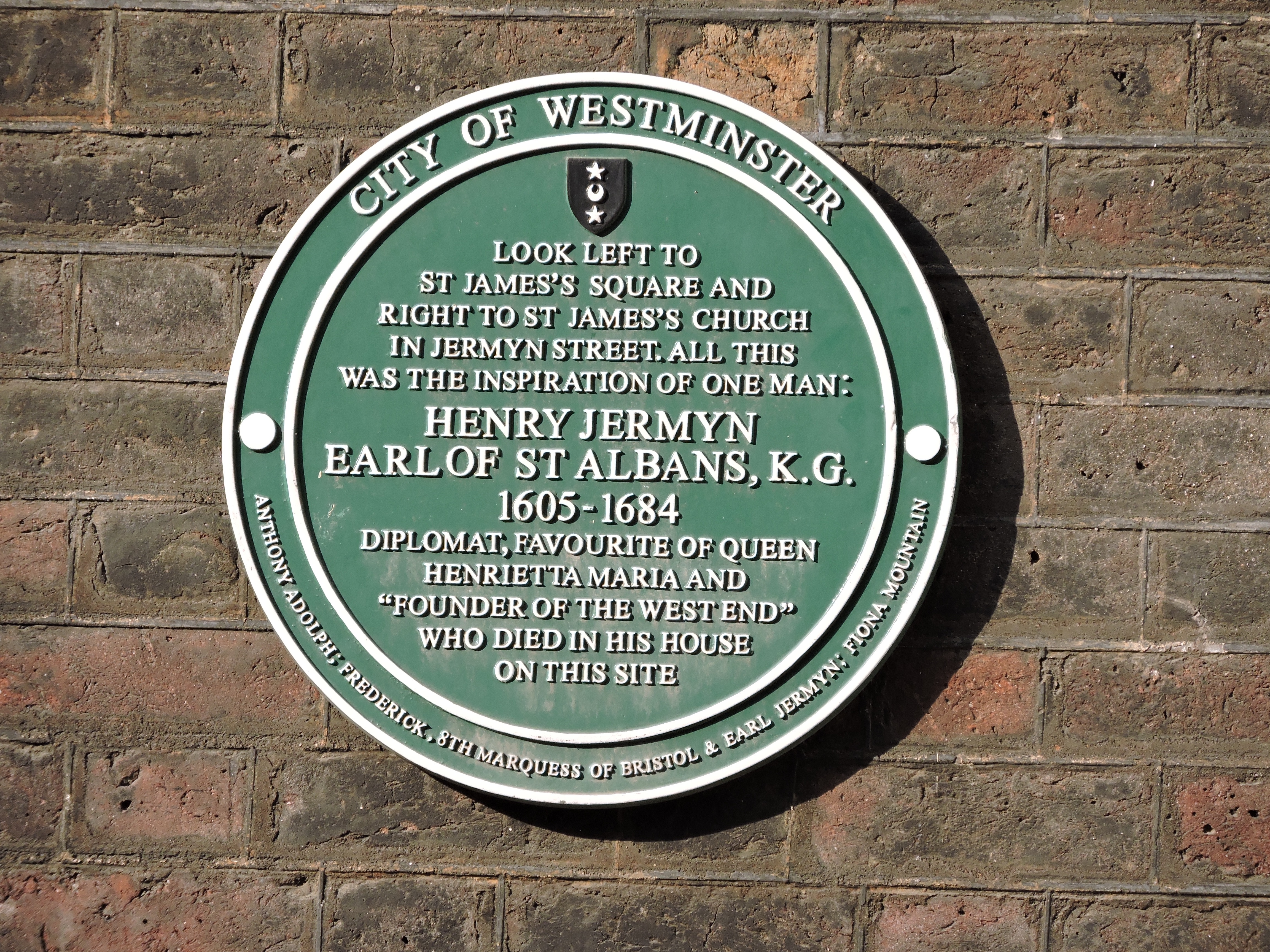
Placă Verde City of Westminster pentru Henry Jermyn, Conte de St Albans (1605-1684), situată pe Duke of York Street, Londra SW1

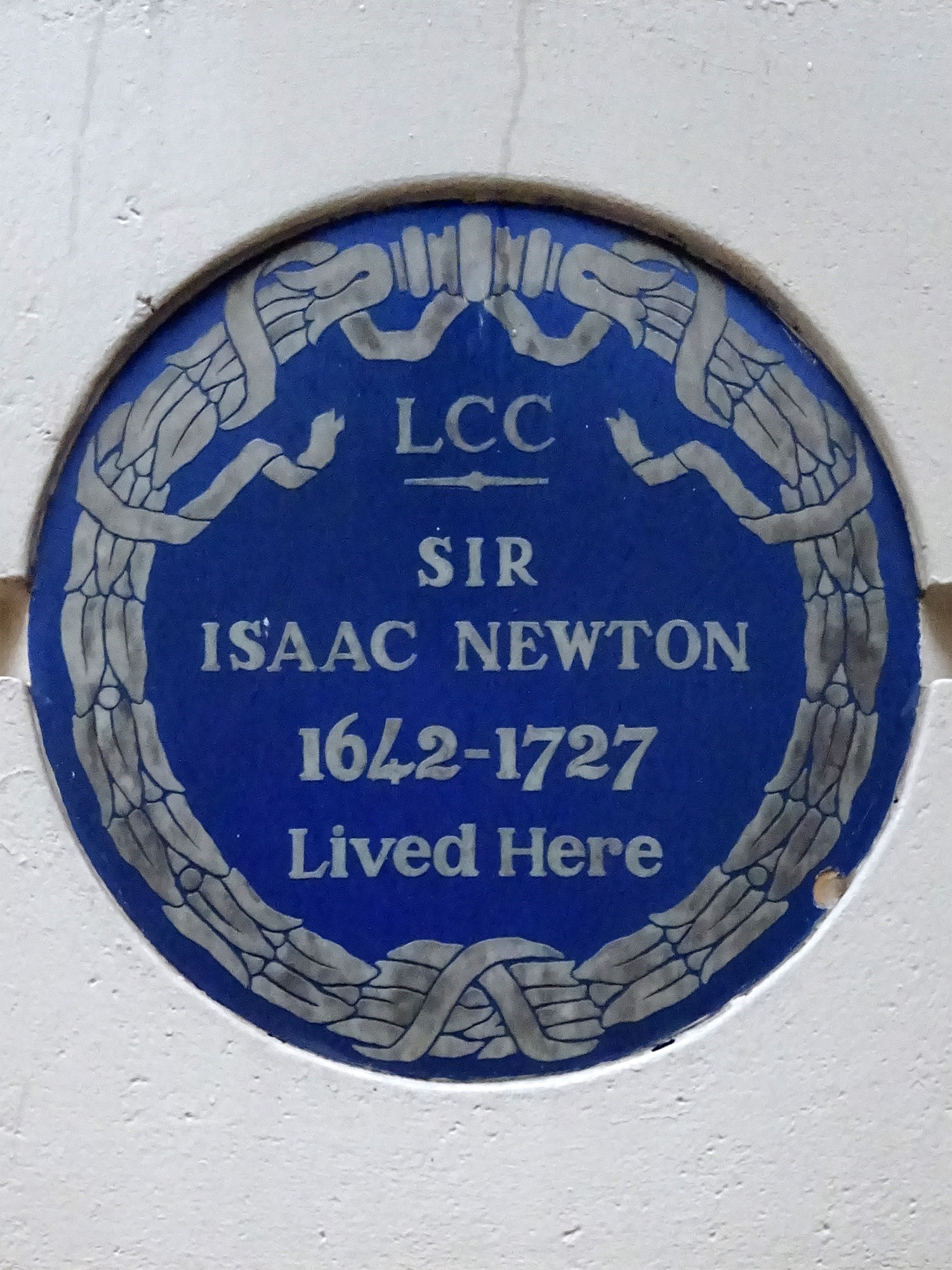
Placă albastră pentru Sir Isaac Newton

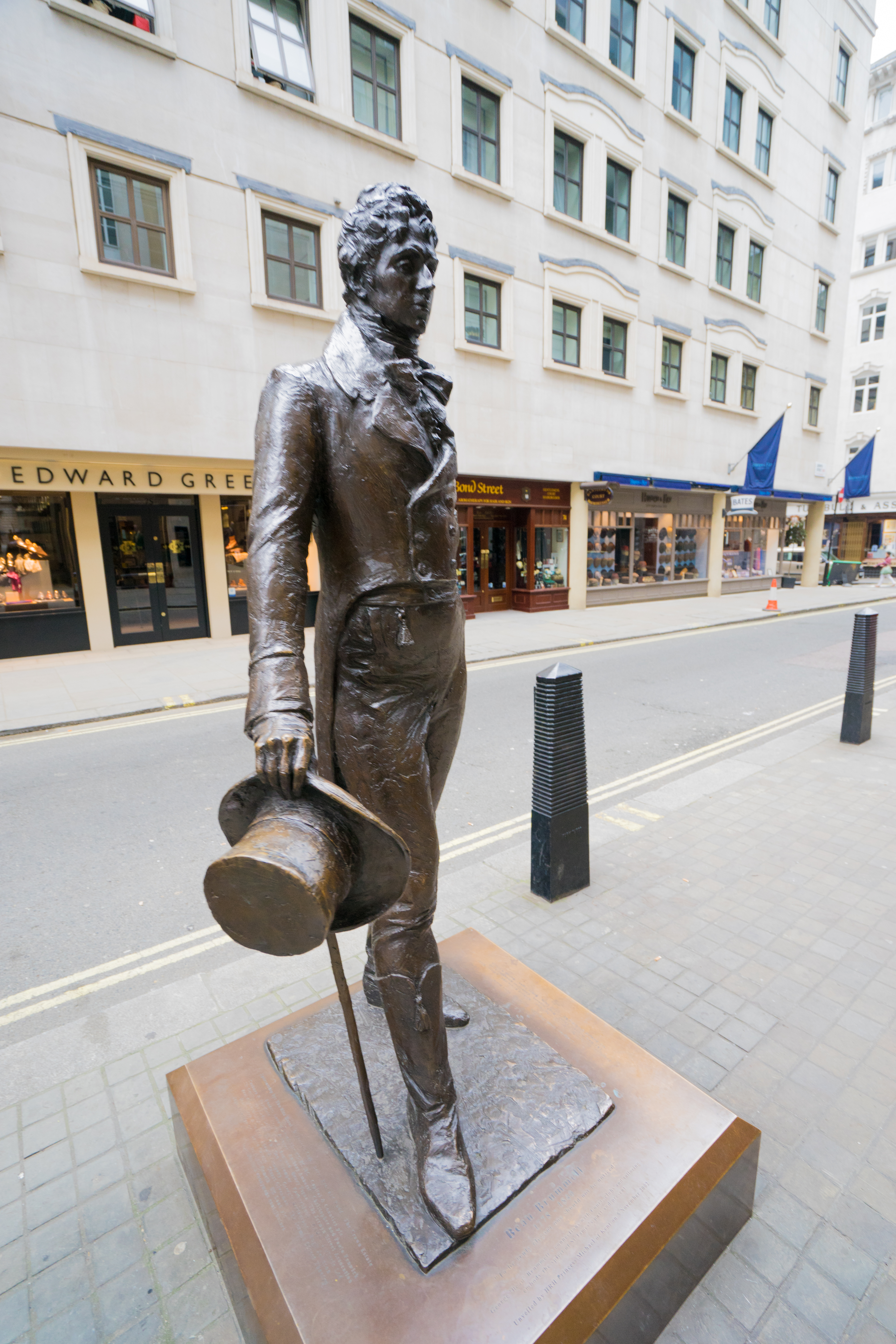
O statuie a lui Beau Brummell în Jermyn Street.

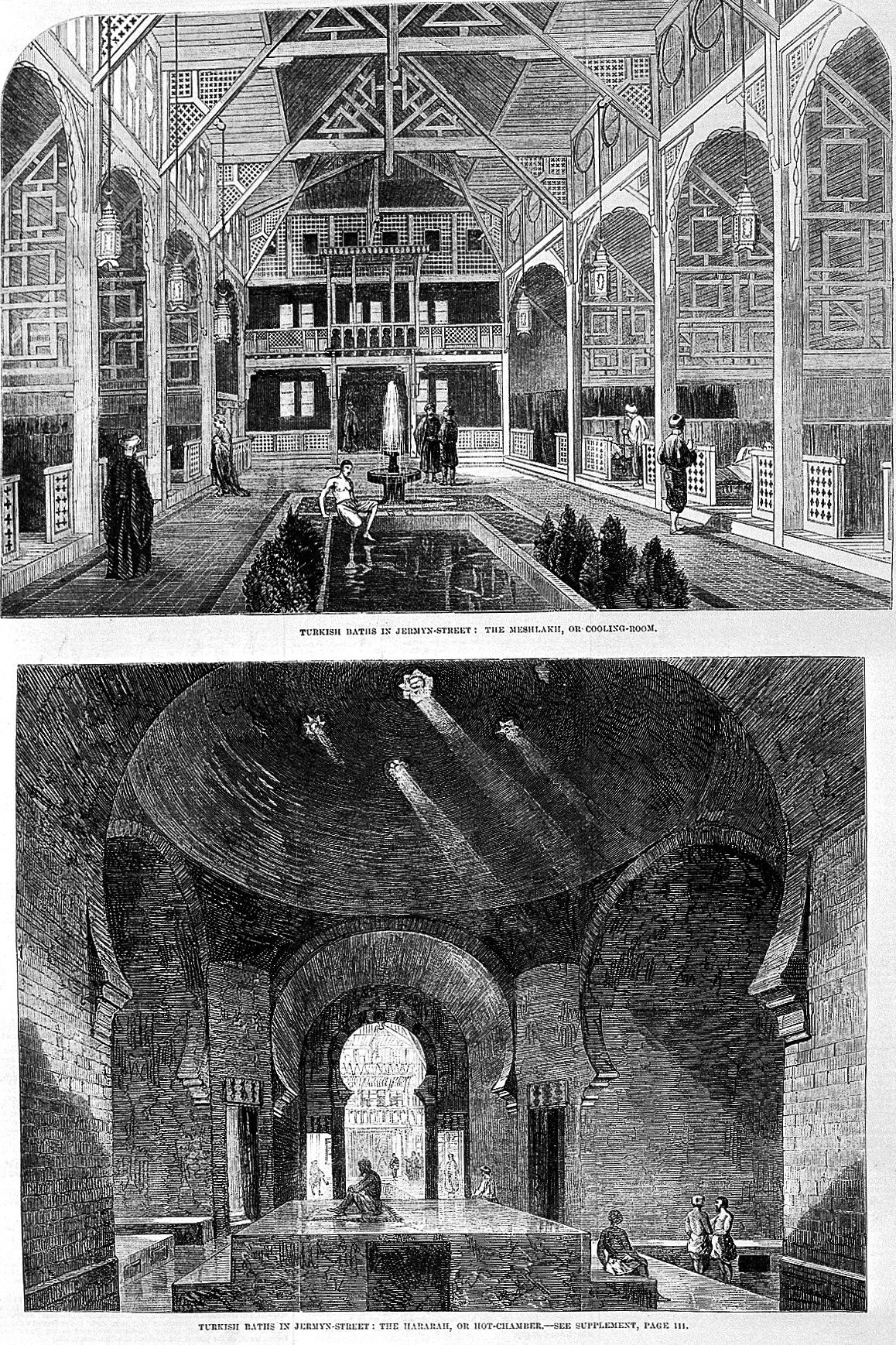
Băi turcești în Jermyn Street, 1862

Strada a fost creată de și numită după Henry Jermyn, primul Conte de St Albans, ca parte a planului său de dezvoltare a zonei St James's din centrul Londrei, în jurul anului 1664. Aceasta a fost întâi înregistrată drept „Jarman Streete” în cărțile din 1667, care enumera 56 proprietăți. În 1675, erau enumerate 108 nume.

## Rezidenți notabili
Mulți croitori au deținut sau dețin în continuare case de-a lungul străzii, de multe ori închiriind camere altor oameni. Clădirea de la numărul 22, Jermyn Street, de exemplu, a fost odată deținută de negustorul italian de mătase Cesare Salvucci și un croitor militar care a închiriat camere persoanelor, precum bancherul Theodore Rothschild.
Ducele de Marlborough a trăit acolo pe când era Colonel Churchill, precum și Isaac Newton (întâi la nr. 88, între 1696-1700, apoi s-a mutat alături la nr. 87, din 1700 până în 1709, timp în care a lucrat ca Director la Monetărie), farmacistul de la mijlocul secolului al XVIII-lea William Plunkett, Ducesa de Richmond, Contesa de Northumberland și artistul John Keyse Sherwin (în ale cărui camere în 1782 actrița Sarah Siddons a pozat pentru portretul ei ca Euphrasia).
Gun Tavern a fost unul dintre cele mai bune locuri pentru străinii cu gusturi revoluționare la sfârșitul secolului al XVIII-lea, în timp Grenier Hotel a fost patronat de refugiați. La Brunswick Hotel a locuit Louis Napoleon sub numele fals de Conte D'Arenberg ca să scape din captivitatea din Château de Ham. Printre rezidenții secolului al XX-lea s-a numărat și interpretul anilor 1930 Al Bowlly (ucis în apartamentul său de pe stradă de o mină parașitată în timpul războiului, în 1941).
Deși nu a locuit acolo, o statuie a lui Beau Brummell se află pe Jermyn Street, la intersecția acesteia cu Piccadilly Arcade, întruchipând valorile îmbrăcăminții elegante. Aleister Crowley a trăit la numărul 93 în timpul celui de-al Doilea Război Mondial până pe 1 aprilie. Prin Crowley, Nancy Cunard a locuit într-un apartament din Jermyn Street.

## Companii
Magazinele de pe Jermyn Street vând în mod tradițional cămăși și alte articole de  îmbrăcăminte bărbătească, precum pălării, pantofi, pămătufuri de bărbierit, apă de colonie, bretele și gulere. Strada este renumită pentru producătorii de cămăși rezidenți, precum Turnbull & Asser, Hawes & Curtis, Thomas Pink, Harvie & Hudson, Charles Tyrwhitt și T. M. Lewin. Tot aici se află și magazinele Hackett și DAKS, precum și producătorii de pantofi și cizme John Lobb și Foster & Son. O serie de alte companii conexe ocupă spații pe stradă, precum marca de bunuri de lux pentru bărbați Alfred Dunhill, care și-a deschis magazinul la colț dintre Jermyn Street și Duke Street în 1907, frizeriile Geo. F. Trumper și Taylor of Old Bond Street și magazinul de trabucuri Davidoff.
Pe stradă se află, de asemenea, cel mai vechi magazin de brânză din Marea Britanie, Paxton & Whitfield, care există din 1797. Floris, un parfumier, a achiziționat vitrinele direct de la Marea Expoziție din 1851.
Parte din St James's Art District, pe Jermyn Street există o serie de galerii de artă, printre care The Sladmore Gallery. Magazinele în acest cartier trebuie să expună artă ca parte a contractelor de închiriere.
Printre restaurantele de pe stradă sunt Wiltons, vechiul Rowley's Restaurant, noul restaurant Fortnum and Mason și Franco's. Clubul de noapte Tramp și teatrul de numai 70 de locuri Jermyn Street (cel mai mic din West End) se află, de asemenea, pe stradă.
Multe dintre clădirile de pe Jermyn Street sunt deținute de către Crown Estate.

## Clădiri listate
| Numar de Stradă   | Clasă | Data primei clasificări | Referință |
| ----------------- | ----- | ----------------------- | --------- |
| 14 & 15           | II    | 30 mai 1972             | [ 9 ]     |
| 25                | II    | 30 mai 1972             | [ 10 ]    |
| 30 Simpsons       | II*   | 14 sept 1970            | [ 11 ]    |
| 70-72             | II    | 14 ian 1970             | [ 12 ]    |
| 88                | II    | 4 oct 1974              | [ 13 ]    |
| 89                | II    | 4 oct 1974              | [ 14 ]    |
| 90                | II*   | 14 ian 1970             | [ 15 ]    |
| 93                | II    | 1 dec 1987              | [ 16 ]    |
| 94                | II    | 30 ian 1987             | [ 17 ]    |
| 95                | II    | 1 dec 1987              | [ 18 ]    |
| 96                | II    | 1 dec 1987              | [ 19 ]    |
| 106               | II    | 1 dec 1987              | [ 20 ]    |
| 111 & 112         | II    | 14 ian 1970             | [ 21 ]    |
| Piccadilly Arcade | II    | 30 mai 1972             | [ 22 ]    |